# グラフこんにちは日本共産党です
グラフこんにちは日本共産党です（グラフこんにちはにほんきょうさんとうです）は、日本共産党中央委員会が1983年 - 2000年に発行していた日本語の雑誌（総合誌）である。政治・社会の他、大衆芸能の情報も積極的に取り扱っていた。略称はグラこん。

## 概要
第二次世界大戦前の『無産者グラフ』の伝統を引き継いで、1983年8月24日、創刊号（1983年9月号）が発行された。
写真を前面に押し出す構成は、当時相次いで創刊された写真週刊誌と共通であったが、プライバシー侵害や強引な取材を避ける態度が取られ、政治や社会の問題、同党の活動を伝えた。1冊200円。
題字は「こんにちは」の文字が中央に大きく、その左側に「グラフ」が縦書きで、「こんにちは」の右下に「日本共産党です」の文字が、小さく配されていた。
表紙にはアイドル・俳優が起用されていた。旬の芸能人を起用する点ではしんぶん赤旗日曜版（終面インタビュー欄）の路線と共通するも本誌はより大衆路線を追求しており、政党が発行するものとしてはかなり異色の存在であった。
ほぼ月2回発行され、2000年12月17日付372号の刊行をもって休刊している。

## 表紙になった主な人物
- 西城秀樹 - 1984年9月
- 石野真子 - 1987年11月
- 土家里織 - 1988年9月4日
- 高見知佳 - 1988年9月18日
- 中嶋朋子 - 1989年6月18日
- 西田ひかる - 1989年7月16日
- 本田理沙 - 1990年5月20日
- 常盤貴子 - 1993年8月15日
- 細川直美 - 1993年10月17日
- 菅野美穂 - 1993年12月3日
- 富田靖子 - 1997年1月5日
- 小沢真珠 - 2000年10月1日
- 小西真奈美 - 2000年10月15日